# Gajaldinni, Devadurga
Gajaldinni là một làng thuộc tehsil Devadurga, huyện Raichur, bang Karnataka, Ấn Độ.